# 신정선
신정선(申丁善, 1980년 1월 5일 ~ )은 2000년 제44회 미스코리아 선(善)이자 대한민국의 배우이다.

## 프로필
- 출생 : 1980년 1월 5일
- 신체 : 174cm, 52kg, 34-24-36
- 학력 : 경문대학 모델과
- 취미 : 영화감상, 사진찍기
- 특기 : 춤
- 수상 : 2000년 미스코리아 선(善), 2000년 미스코리아 전북 선(善)

## 영화
- 2003년 낭만자객 ... 초 역
- 2015년 검은손 ... 지현 역

## 드라마
- 2005년 (SBS) 해변으로 가요 ... 수상구조요원 역